# Cantonul Vénissieux-Nord
Cantonul Vénissieux-Nord este un canton din arondismentul Lyon, departamentul Rhône, regiunea Rhône-Alpes, Franța.